# Amarens
Amarens är en kommun i departementet Tarn i regionen Occitanien i södra Frankrike. Kommunen ligger i kantonen Cordes-sur-Ciel som tillhör arrondissementet Albi. År 2022 hade Amarens 64 invånare.

## Befolkningsutveckling
Antalet invånare i kommunen Amarens
| Referens: INSEE |